# Gokor Chivichyan
Gokor Chivichyan (em armênio/arménio:  Գոքոր Չիվիչյան; nascido em 10 de maio de 1963), natural da Armênia e cidadão estadunidense, é um renomado instrutor de judô, grappling e artes marciais mistas. Em sua academia Hayastan MMA, localizada em North Hollywood, Califórnia, ele forma lutadores de alto nível nas modalidades profissional e amadora. Sua competência como grappler abrange diversas artes marciais, tais como judô, sambo, catch wrestling, luta livre olímpica e jiu-jitsu brasileiro, o que lhe confere o reconhecimento de um dos mais completos e versáteis praticantes da história.

## Carreira
A trajetória de Chivichyan nas artes marciais teve início na infância, na Armênia soviética, onde conquistou títulos nacionais júnior em judô, sambo e wrestling. Aos 17 anos, mudou-se para Los Angeles, Califórnia, e aprimorou suas habilidades em catch wrestling sob a orientação de Gene LeBell, um ícone da modalidade que foi discípulo de Lou Thesz e Ed "Strangler" Lewis, além de primeiro campeão de judô dos Estados Unidos.
Entre os anos 1980 e início dos anos 1990, Chivichyan participou de diversas competições na União Soviética, Europa, Japão, Tailândia e México, obtendo resultados expressivos. Em 1991, inaugurou sua própria academia, a Hayastan MMA, e encerrou sua carreira como lutador profissional sem nenhuma derrota.
Seis anos depois, voltou aos tatames para uma superluta promovida pela World Fighting Federation. Seu adversário seria Akira Maeda, mas os organizadores não conseguiram fechar o contrato e substituíram-no por Bill Maeda, conhecido como "Mr. Maeda". Chivichyan venceu a luta por finalização com uma chave de braço em 50 segundos.
Em 1998, recebeu o prêmio de "Instrutor de Judo do Ano" da Black Belt Magazine e foi incluído no "Salão da Fama" da revista. Desde então, ele formou uma nova geração de lutadores em sua academia, entre eles Manvel Gamburyan, Sako Chivitchian, Neil Melanson, Karen Darabedyan, Roman Mitichyan, Ronda Rousey e Karo Parisyan, que se destacaram no UFC, WEC, King of the Cage, Campeonatos Olímpicos e Nacionais de Judô.
Em fevereiro de 2005, a United States Ju-Jitsu Federation (ISJJF) lhe outorgou o 7º dan em judô. Surpreendendo a muitos, Chivichyan retornou às competições no USJA / USJF Winter Nationals de 2008, o primeiro Campeonato Nacional de Judô apoiado por ambas as entidades. Ele sagrou-se campeão ao derrotar Gary Butts por uchi mata na final.